# Istituto Nazionale di Statistica
Istituto Nazionale di Statistica (ISTAT) är Italiens nationella statistiska institut. Det grundades 1926 för att samla och organisera data om Italien.

## ISTAT-koder
I ISTAT-koder för kommuner har kommunen de tre första siffrorna från den region som den ligger i.